# Intifáda

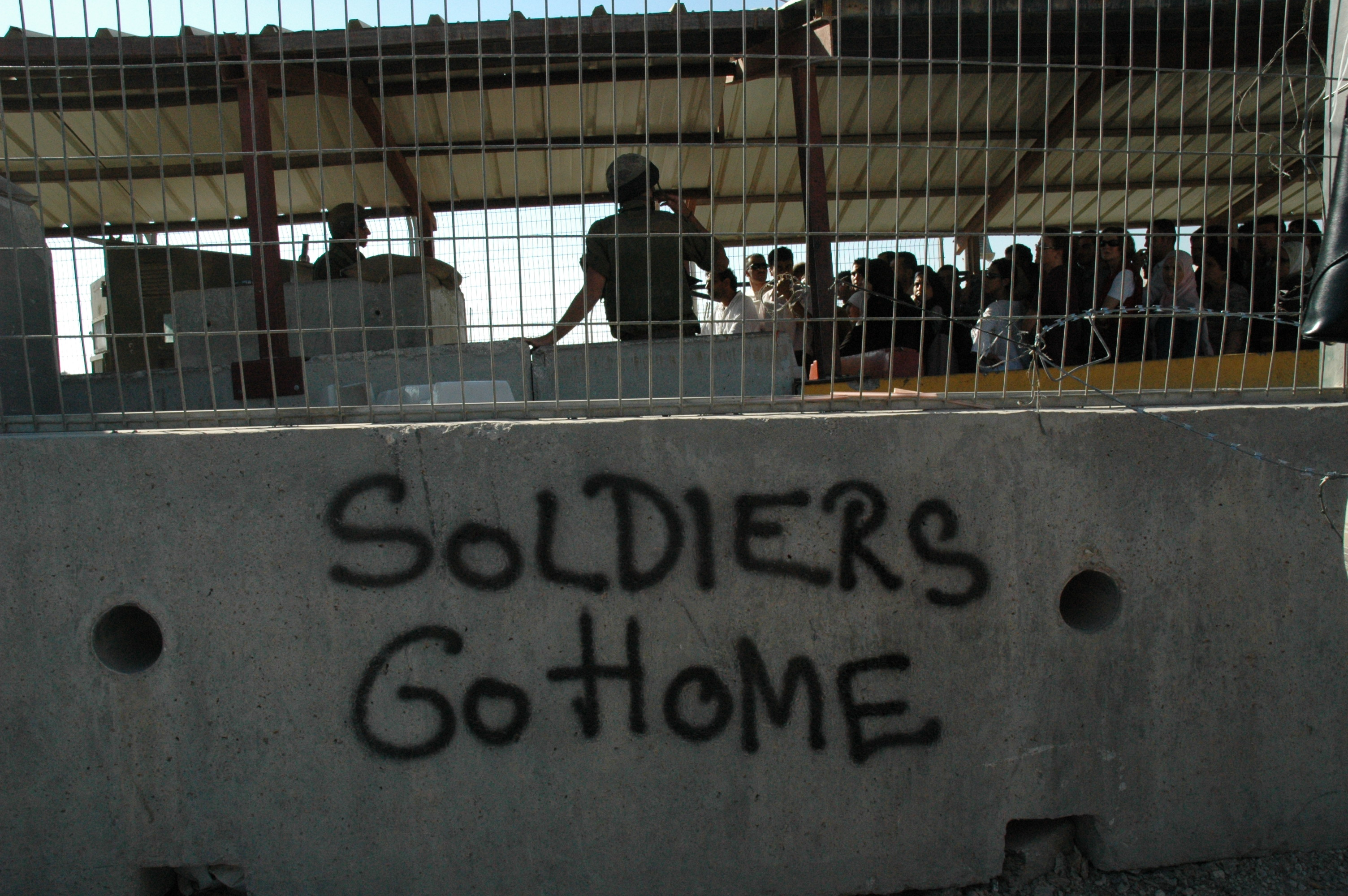
Ukázka nenásilného protestu proti Izraelcům.

Intifáda (arabsky: انتفاضة – intifāḍah „povstání“) je označení pro protestní a ozbrojená povstání Palestinců na izraelském území v rámci izraelsko-palestinského konfliktu.
První intifáda (1987–1993) propukla 20 let po šestidenní válce v bezprostřední reakci na úmrtí Palestinců při dopravní nehodě považované za izraelskou odvetu. Ukončena byla po šesti letech jednáním v Oslu.
Druhá intifáda (2000–2005) vypukla v době po selhání snah o dohodu na summitu v Camp Davidu. Její skončení není jednoznačné: bývá za něj považován summit v Šarm aš-Šajchu v srpnu 2005. Někdy je však za konec považován už rok 2003, kdy byla snaha uplatnit mírový plán zvaný Cestovní mapa, podle jiných názorů dosud neskončila a druhá intifáda stále trvá.
Intifáda byla prováděna pomocí ozbrojených střetů s Izraelci, teroristických útoků s užitím střelných zbraní, nastražených bomb nebo výbušnin odpalovaných sebevražednými útočníky a přímého fyzického násilí. Též pomocí nenásilných akcí v podobě letáků, grafitti atd.